# Les Agnettes (métro de Paris)
Les Agnettes est une station de la ligne 13 du métro de Paris, située à la limite des communes d'Asnières-sur-Seine et Gennevilliers.

## Situation
La station se trouve au carrefour des routes départementales 11 et 19 des Hauts-de-Seine, aux frontières d'Asnières-sur-Seine et Gennevilliers

## Histoire

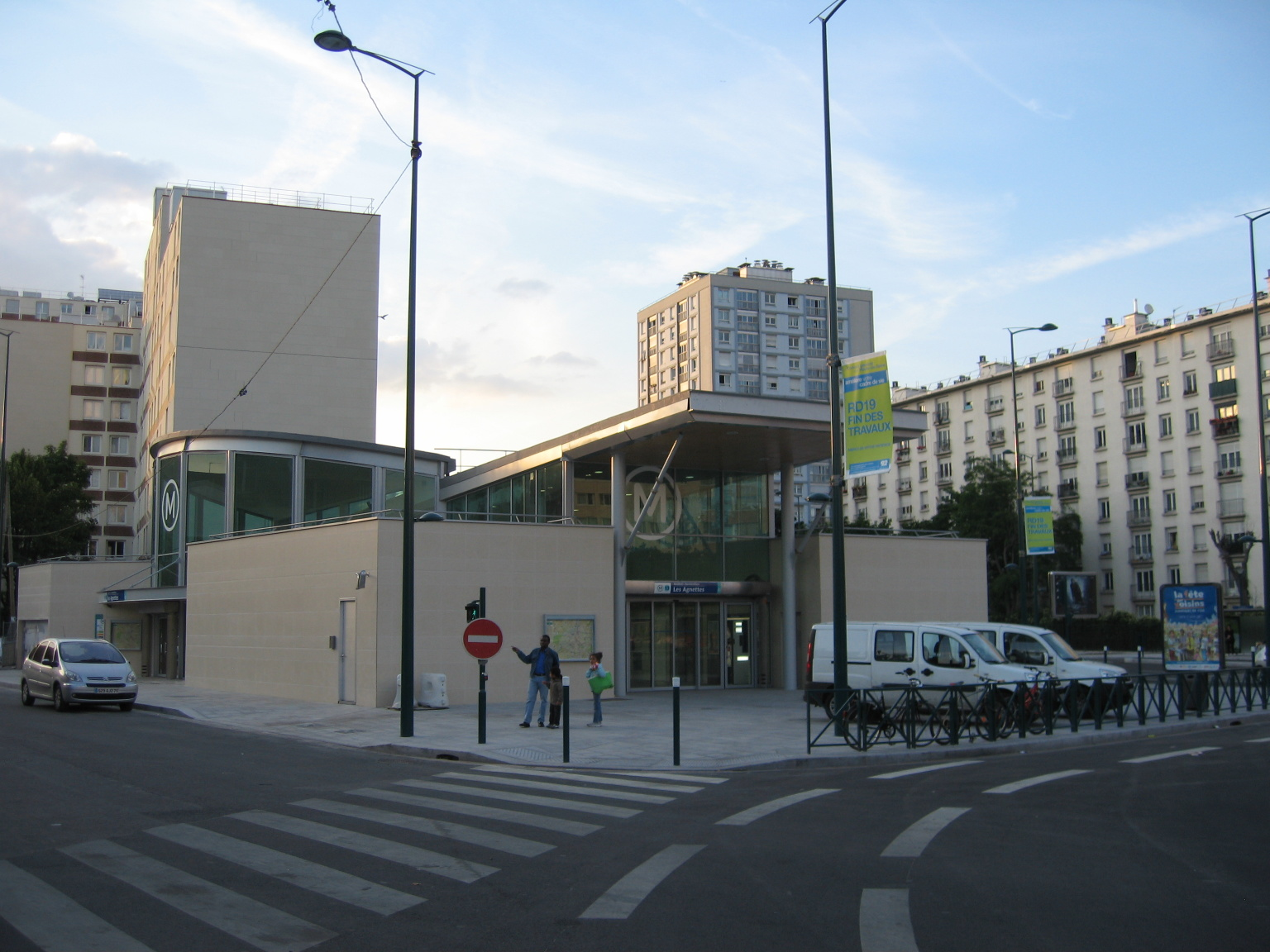
L'extérieur de la station.

La station a été inaugurée le 14 juin 2008. Elle porte le nom du lieu-dit où elle se situe, à la limite d'Asnières-sur-Seine et de Gennevilliers.
En 2019, 2 309 419 voyageurs sont entrés à cette station. Elle voit entrer 2 368 284 voyageurs en 2013, ce qui la place à la 224e position des stations de métro pour sa fréquentation sur 302,.
En 2020, avec la crise du Covid-19, 1 283 180 voyageurs sont entrés dans cette station ce qui la place à la 200e position des stations de métro pour sa fréquentation.
En 2021, la fréquentation remonte progressivement, avec 1 890 356 voyageurs qui sont entrés dans cette station ce qui la place à la 189e position des stations de métro pour sa fréquentation.

## Services aux voyageurs

### Accès
La station est accessible (y compris aux fauteuils roulants via les ascenseurs) par deux accès menant au bâtiment :
- l'accès no 1 « rue des Bas» ;
- l'accès no 2 « rue Émile Zola ».

Accès à la station
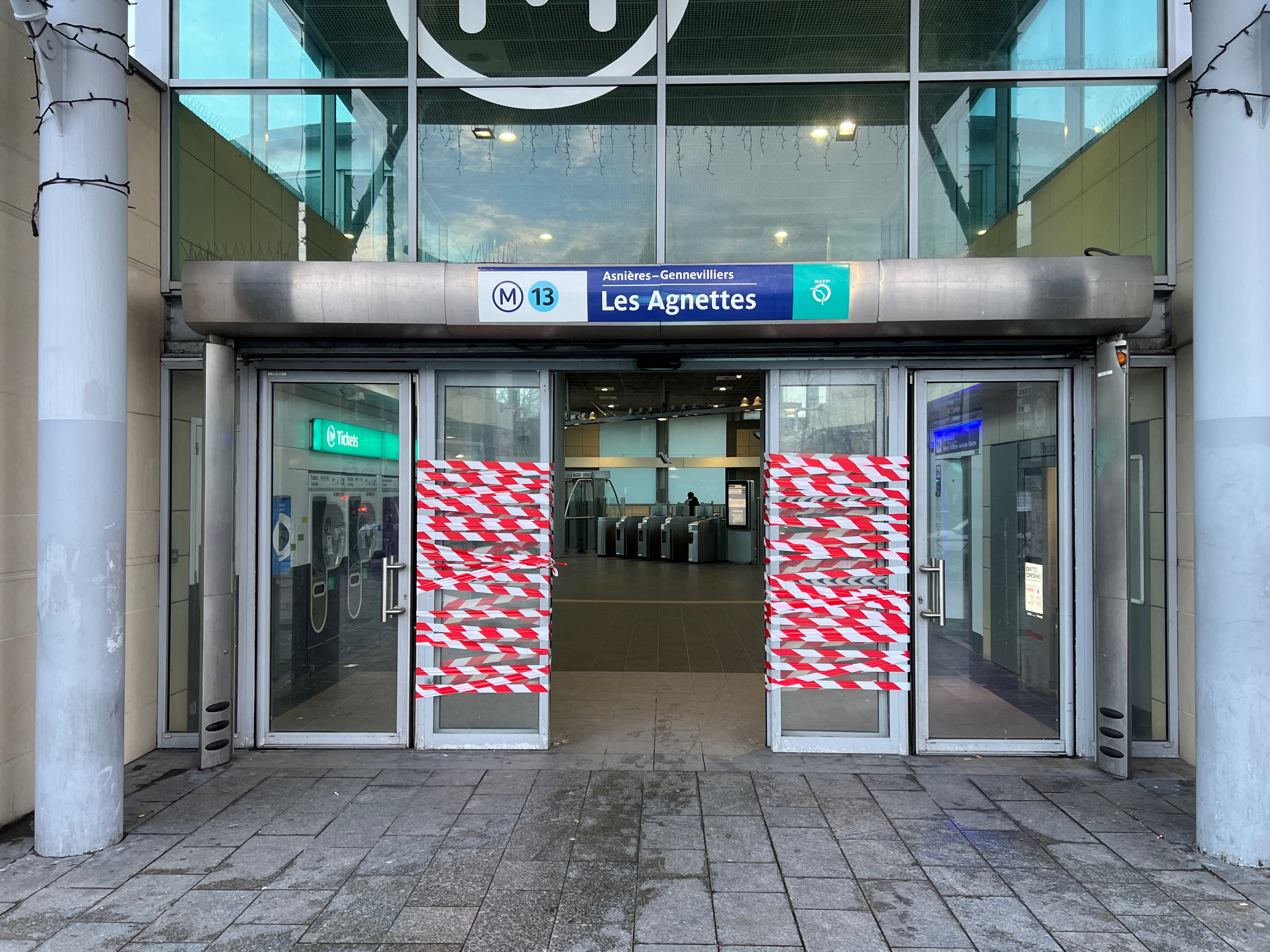
L'accès no 1 « Rue des Bas ».
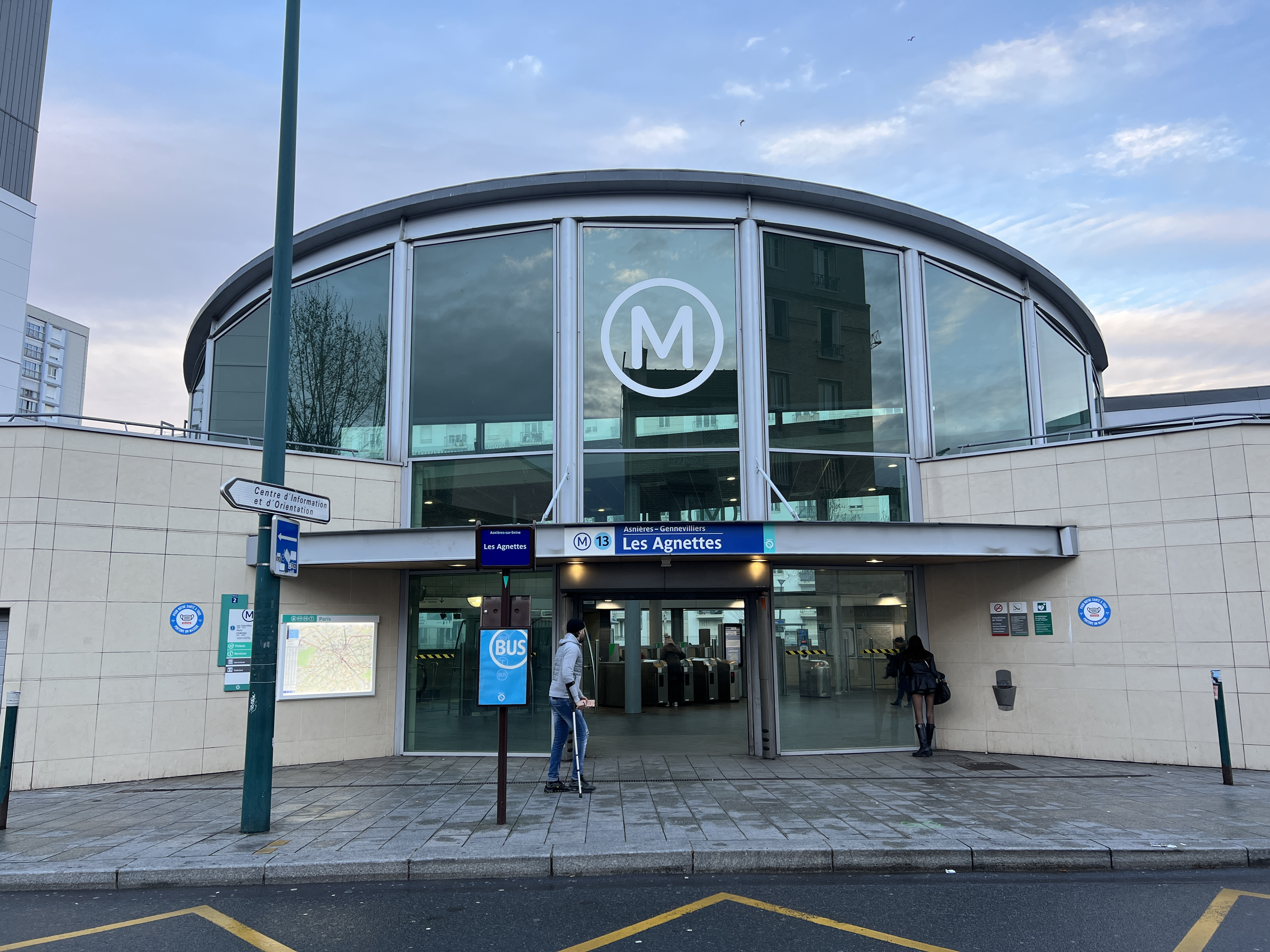
L'accès no 2 « Rue Émile Zola ».

### Quais
Les Agnettes est une station de configuration standard avec deux quais séparés par les voies du métro.

### Intermodalité
La station est desservie par les lignes 178, 238 et 366 du réseau de bus RATP et, la nuit, par la ligne N51 du réseau de bus Noctilien.

## À proximité
La station dessert l'église Notre-Dame-des-Agnettes de Gennevilliers.

## Projet de correspondance avec le Grand Paris Express
La station pourrait à terme (2030) offrir une correspondance avec le réseau du Grand Paris Express.
L'agence Périphériques est chargée de concevoir et de réaliser cette nouvelle station. Les quais seront à une profondeur de 27 mètres.
Les travaux préparatoires démarrent en juillet 2017. Dans ce cadre, la barre d’immeuble aux 11-21, rue des Agnettes, située à l’emplacement de la future station de la ligne 15, sera démolie.
La construction de la station commencera en janvier 2019.

Galerie de photographies
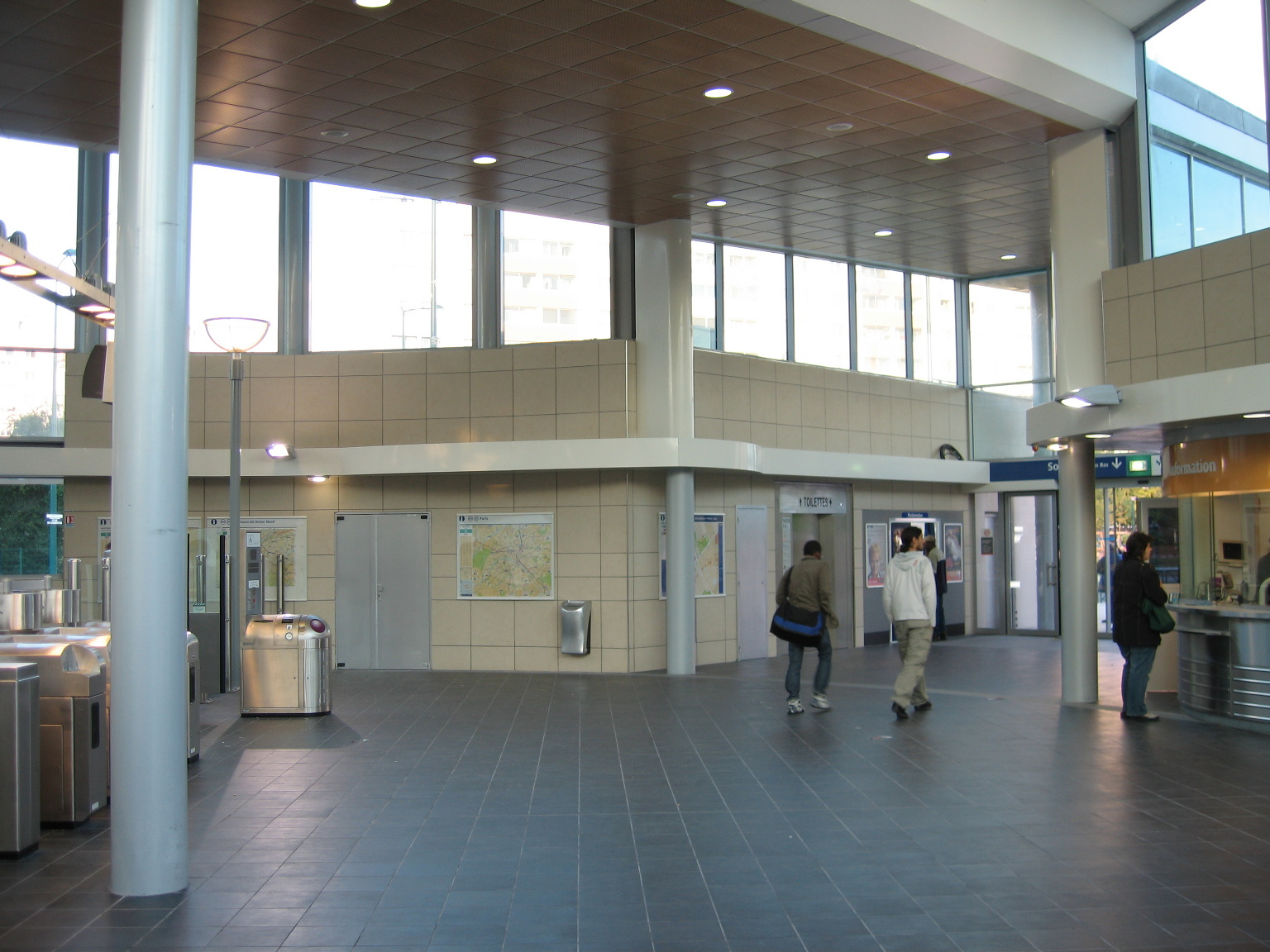
L'intérieur.
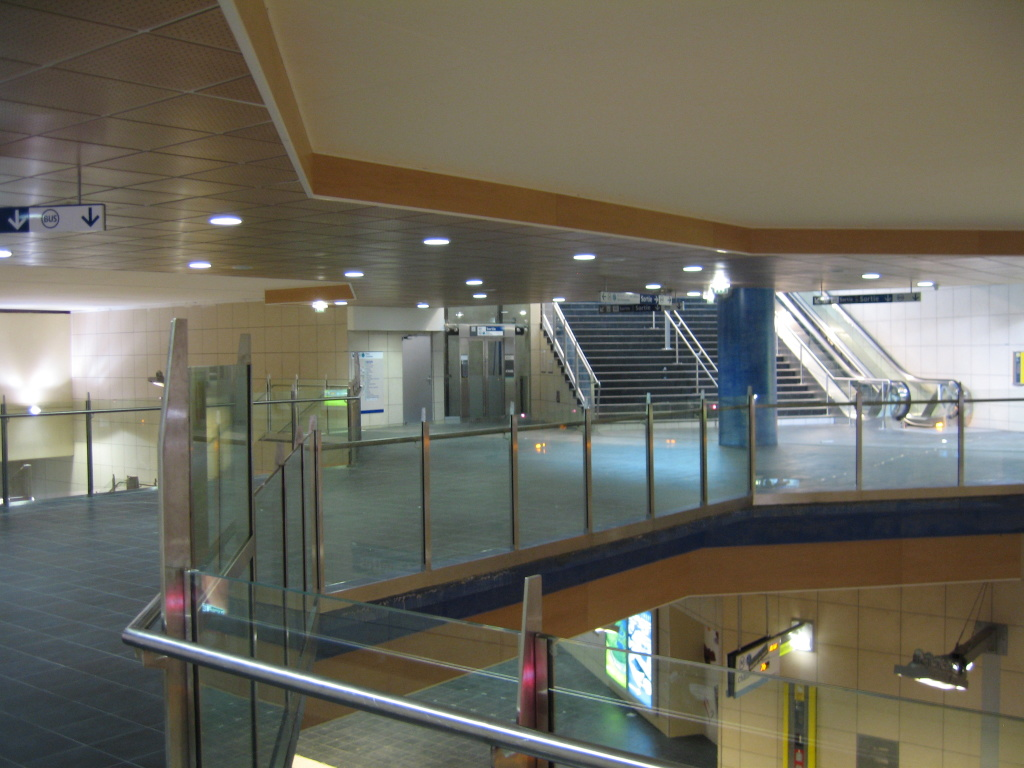
L'étage intermédiaire.
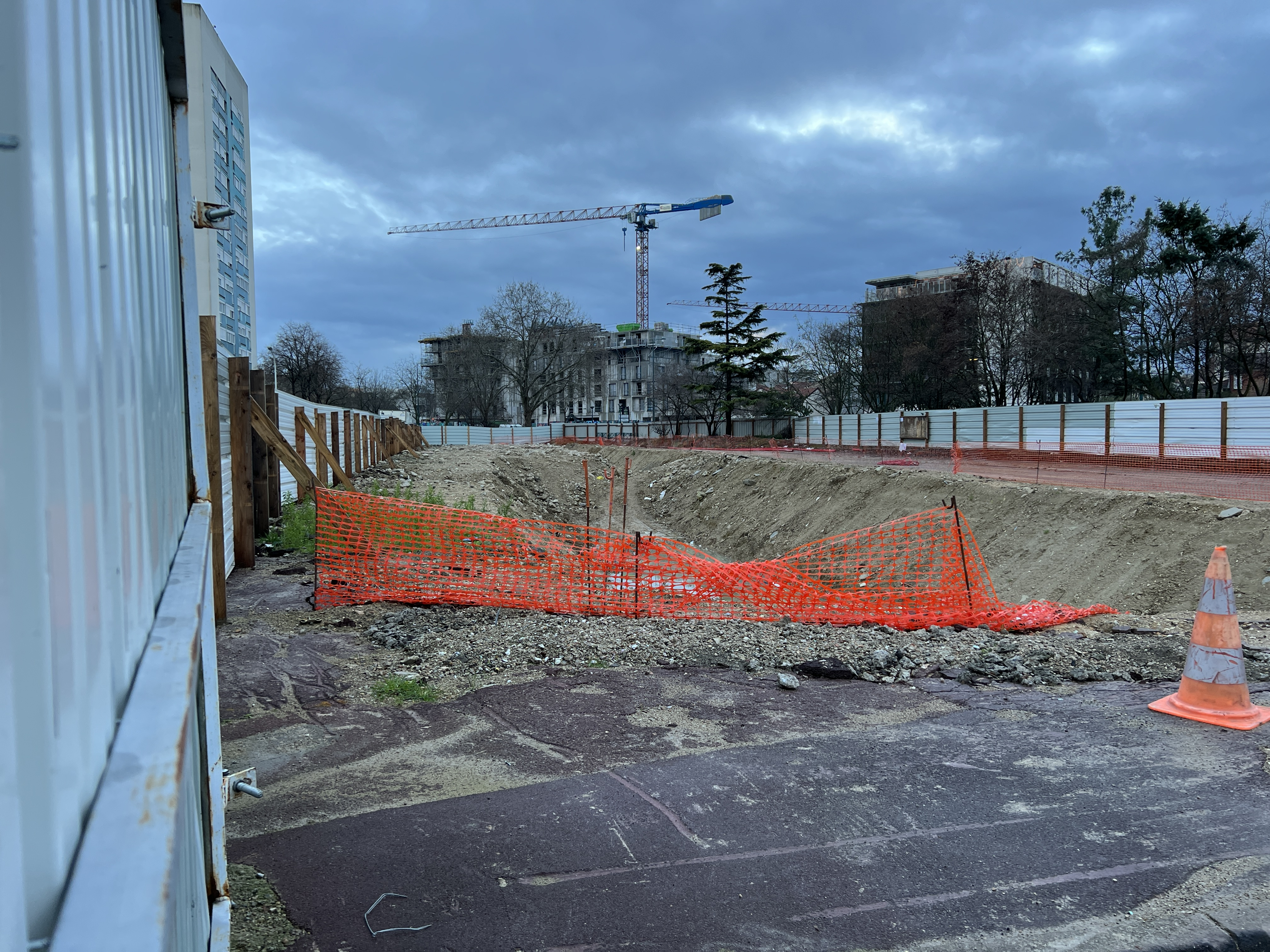
Le chantier de la ligne 15 en janvier 2022.